# Milan-San Remo 2001
L'édition 2001 de la course cycliste Milan-San Remo s'est déroulée le samedi 24 mars 2001 et a été remportée au sprint par l'Allemand Erik Zabel qui avait déjà gagné l'épreuve en 1997, 1998 et 2000 et avait fini deuxième en 1999.
La course disputée sur un parcours de 287 kilomètres est la première manche de la Coupe du monde de cyclisme sur route 2001.

## Présentation

### Parcours
Les coureurs traversent trois régions du nord de l'Italie : la Lombardie, le Piémont et la Ligurie. Partis de Milan, ils passent par Vigevano, entent au Piémont, traversant Valenza et Alessandria puis une première hauteur, à Niella Belbo (785 m). Le sommet de la course est le col de Nava, à 936 m, et en Ligurie, les coureurs rejoignent la mer à Cipressa, passent par le Poggio, et arrivent Via Roma à Sanremo.

### Équipes
Milan-San Remo figure au calendrier de la Coupe du monde de cyclisme sur route 2001.
On retrouve un total de 25 équipes au départ, 22 faisant partie des GSI, la première division mondiale, et les trois dernières des GSII, la seconde division mondiale.
| Groupes sportifs I (22)- Deutsche Telekom - Cofidis-Le Crédit par Téléphone - Crédit agricole - CSC-World Online - Domo-Farm Frites-Latexco - Euskaltel-Euskadi - Fassa Bortolo - Festina - iBanesto.com - Kelme-Costa Blanca - Lampre-Daikin - Liquigas-Pata - Lotto-Adecco - Mapei-Quick Step - Mercatone Uno-Stream TV - Mercury-Viatel - Rabobank - Saeco - Coast-Buffalo - US Postal Service - ONCE-Eroski - Tacconi Sport-Vini Caldirola Groupes sportifs II (3)- Cantina Tollo-Acqua & Sapone - Panaria-Fiordo - Mobilvetta-Formaggi Trentini |
| |

## Classements

### Classement de la course
| \| Classement général \| Classement général \| Classement général \| Classement général \| Classement général \| \| Coureur \| Coureur \| Pays \| Équipe \| Temps \| \| ------------------ \| --------------------- \| ------------------ \| ------------------------------- \| ------------------ \| \| 1er \| Erik Zabel \| Allemagne \| Deutsche Telekom \| 7 h 23 min 13 s \| \| 2e \| Mario Cipollini \| Italie \| Saeco \| + 0 s \| \| 3e \| Romāns Vainšteins \| Lettonie \| Domo-Farm Frites-Latexco \| + 0 s \| \| 4e \| Biagio Conte \| Italie \| Saeco \| + 0 s \| \| 5e \| Paolo Bettini \| Italie \| Mapei-Quick Step \| + 0 s \| \| 6e \| Gabriele Colombo \| Italie \| Cantina Tollo-Acqua & Sapone \| + 0 s \| \| 7e \| Gabriele Balducci \| Italie \| Tacconi Sport-Vini Caldirola \| + 0 s \| \| 8e \| Markus Zberg \| Suisse \| Rabobank \| + 0 s \| \| 9e \| George Hincapie \| États-Unis \| US Postal Service \| + 0 s \| \| 10e \| Rolf Sørensen \| Danemark \| CSC-World Online \| + 0 s \| \| 11e \| Michele Bartoli \| Italie \| Mapei-Quick Step \| + 0 s \| \| 12e \| Guido Trentin \| Italie \| Cofidis-Le Crédit par Téléphone \| + 0 s \| \| 13e \| Peter Van Petegem \| Belgique \| Mercury-Viatel \| + 0 s \| \| 14e \| Gian Matteo Fagnini \| Italie \| Deutsche Telekom \| + 0 s \| \| 15e \| Andrej Hauptman \| Slovénie \| Tacconi Sport-Vini Caldirola \| + 0 s \| \| 16e \| Mirko Celestino \| Italie \| Saeco \| + 0 s \| \| 17e \| Dario Pieri \| Italie \| Saeco \| + 0 s \| \| 18e \| Mario Aerts \| Belgique \| Lotto-Adecco \| + 0 s \| \| 19e \| Jo Planckaert \| Belgique \| Cofidis-Le Crédit par Téléphone \| + 0 s \| \| 20e \| Christian Vande Velde \| États-Unis \| US Postal Service \| + 0 s \| |                       |            |                                 |                 |
| |                       |            |                                 |                 |
| |                       |            |                                 |                 |
| Classement général |                       |            |                                 |                 |
| Coureur | Coureur               | Pays       | Équipe                          | Temps           |
| 1er | Erik Zabel            | Allemagne  | Deutsche Telekom                | 7 h 23 min 13 s |
| 2e | Mario Cipollini       | Italie     | Saeco                           | + 0 s           |
| 3e | Romāns Vainšteins     | Lettonie   | Domo-Farm Frites-Latexco        | + 0 s           |
| 4e | Biagio Conte          | Italie     | Saeco                           | + 0 s           |
| 5e | Paolo Bettini         | Italie     | Mapei-Quick Step                | + 0 s           |
| 6e | Gabriele Colombo      | Italie     | Cantina Tollo-Acqua & Sapone    | + 0 s           |
| 7e | Gabriele Balducci     | Italie     | Tacconi Sport-Vini Caldirola    | + 0 s           |
| 8e | Markus Zberg          | Suisse     | Rabobank                        | + 0 s           |
| 9e | George Hincapie       | États-Unis | US Postal Service               | + 0 s           |
| 10e | Rolf Sørensen         | Danemark   | CSC-World Online                | + 0 s           |
| 11e | Michele Bartoli       | Italie     | Mapei-Quick Step                | + 0 s           |
| 12e | Guido Trentin         | Italie     | Cofidis-Le Crédit par Téléphone | + 0 s           |
| 13e | Peter Van Petegem     | Belgique   | Mercury-Viatel                  | + 0 s           |
| 14e | Gian Matteo Fagnini   | Italie     | Deutsche Telekom                | + 0 s           |
| 15e | Andrej Hauptman       | Slovénie   | Tacconi Sport-Vini Caldirola    | + 0 s           |
| 16e | Mirko Celestino       | Italie     | Saeco                           | + 0 s           |
| 17e | Dario Pieri           | Italie     | Saeco                           | + 0 s           |
| 18e | Mario Aerts           | Belgique   | Lotto-Adecco                    | + 0 s           |
| 19e | Jo Planckaert         | Belgique   | Cofidis-Le Crédit par Téléphone | + 0 s           |
| 20e | Christian Vande Velde | États-Unis | US Postal Service               | + 0 s           |

### Classement UCI
La course attribue des points à la Coupe du monde de cyclisme sur route 2001 selon le barème suivant :
| Position           | 1er | 2e | 3e | 4e | 5e | 6e | 7e | 8e | 9e | 10e | 11e | 12e | 13e | 14e | 15e | 16e | 17e | 18e | 19e | 20e | 21e | 22e | 23e | 24e | 25e |
| Classement général | 100 | 70 | 50 | 40 | 36 | 32 | 28 | 24 | 20 | 16  | 15  | 14  | 13  | 12  | 11  | 10  | 9   | 8   | 7   | 6   | 5   | 4   | 3   | 2   | 1   |

Après cette première épreuve le classement est le suivant :
| #  | Coureur           | Équipe                       | Points | Précédent | Evolution |
| -- | ----------------- | ---------------------------- | ------ | --------- | --------- |
| 1  | Erik Zabel        | Deutsche Telekom             | 100    | Entrée    | Entrée    |
| 2  | Mario Cipollini   | Saeco                        | 70     | Entrée    | Entrée    |
| 3  | Romāns Vainšteins | Domo-Farm Frites             | 50     | Entrée    | Entrée    |
| 4  | Biagio Conte      | Saeco                        | 40     | Entrée    | Entrée    |
| 5  | Paolo Bettini     | Mapei-Quick Step             | 36     | Entrée    | Entrée    |
| 6  | Gabriele Colombo  | Cantina Tollo-Acqua & Sapone | 32     | Entrée    | Entrée    |
| 7  | Gabriele Balducci | Tacconi Sport-Vini Caldirola | 28     | Entrée    | Entrée    |
| 8  | Markus Zberg      | Rabobank                     | 24     | Entrée    | Entrée    |
| 9  | George Hincapie   | US Postal Service            | 20     | Entrée    | Entrée    |
| 10 | Rolf Sorensen     | CSC-World Online             | 16     | Entrée    | Entrée    |

| #  | Équipe                       | Points | Précédent | Evolution |
| -- | ---------------------------- | ------ | --------- | --------- |
| 1  | Saeco                        | 12     | Entrée    | Entrée    |
| 2  | Deutsche Telekom             | 9      | Entrée    | Entrée    |
| 3  | Cantina Tollo-Acqua & Sapone | 8      | Entrée    | Entrée    |
| 4  | Tacconi Sport-Vini Caldirola | 7      | Entrée    | Entrée    |
| 5  | US Postal Service            | 6      | Entrée    | Entrée    |
| 6  | Cofidis                      | 5      | Entrée    | Entrée    |
| 7  | Rabobank                     | 4      | Entrée    | Entrée    |
| 8  | Fassa Bortolo                | 3      | Entrée    | Entrée    |
| 9  | CSC-Wolrd Online             | 2      | Entrée    | Entrée    |
| 10 | Mapei-Quick Step             | 1      | Entrée    | Entrée    |

## Liste des participants
| Deutsche Telekom TEL | Deutsche Telekom TEL       | Deutsche Telekom TEL |
| -------------------- | -------------------------- | -------------------- |
| Num                  | Coureur                    | Pos                  |
| 1                    | Erik Zabel (GER)           | 1er                  |
| 2                    | Jan Schaffrath (GER)       | 81e                  |
| 3                    | Gian Matteo Fagnini (ITA)  | 14e                  |
| 4                    | Alberto Elli (ITA)         | 86e                  |
| 5                    | Kai Hundertmarck (GER)     | 132e                 |
| 6                    | Andreas Klier (GER)        | 42e                  |
| 7                    | Alexandre Vinokourov (KAZ) | 31e                  |
| 8                    | Steffen Wesemann (GER)     | 70e                  |

| Cantina Tollo-Acqua & Sapone CTA | Cantina Tollo-Acqua & Sapone CTA | Cantina Tollo-Acqua & Sapone CTA |
| -------------------------------- | -------------------------------- | -------------------------------- |
| Num                              | Coureur                          | Pos                              |
| 11                               | Gabriele Colombo (ITA)           | 6e                               |
| 12                               | Danilo Di Luca (ITA)             | 119e                             |
| 13                               | Cristian Gasperoni (ITA)         | 32e                              |
| 14                               | Massimo Giunti (ITA)             | 79e                              |
| 15                               | Federico Giabbecucci (ITA)       | 162e                             |
| 16                               | Filippo Simeoni (ITA)            | 67e                              |
| 17                               | Guido Trenti (ITA)               | 12e                              |
| 18                               | Sergueï Yakovlev (KAZ)           | 113e                             |

| Ceramica Panaria-Fiordo PAN | Ceramica Panaria-Fiordo PAN | Ceramica Panaria-Fiordo PAN |
| --------------------------- | --------------------------- | --------------------------- |
| Num                         | Coureur                     | Pos                         |
| 21                          | Giuliano Figueras (ITA)     | 28e                         |
| 22                          | Michele Coppolillo (ITA)    | 117e                        |
| 23                          | Yauheni Seniushkin (BLR)    | 65e                         |
| 24                          | Vladimir Duma (UKR)         | 118e                        |
| 25                          | Tom Leaper (AUS)            | 131e                        |
| 26                          | Nathan O'Neill (AUS)        | 63e                         |
| 27                          | Sergiy Matveyev (UKR)       | 130e                        |
| 28                          | Antonio Varriale (ITA)      | 90e                         |

| Cofidis-Le Crédit par Téléphone COF | Cofidis-Le Crédit par Téléphone COF | Cofidis-Le Crédit par Téléphone COF |
| ----------------------------------- | ----------------------------------- | ----------------------------------- |
| Num                                 | Coureur                             | Pos                                 |
| 31                                  | Peter Farazijn (BEL)                | 39e                                 |
| 32                                  | Dmitriy Fofonov (KAZ)               | 66e                                 |
| 33                                  | Andrei Kivilev (KAZ)                | 27e                                 |
| 34                                  | Massimiliano Lelli (ITA)            | 74e                                 |
| 35                                  | Nico Mattan (BEL)                   | 35e                                 |
| 36                                  | Chris Peers (BEL)                   | 92e                                 |
| 37                                  | Jo Planckaert (BEL)                 | 19e                                 |
| 38                                  | Philippe Gaumont (FRA)              | 34e                                 |

| Crédit Agricole C.A | Crédit Agricole C.A      | Crédit Agricole C.A |
| ------------------- | ------------------------ | ------------------- |
| Num                 | Coureur                  | Pos                 |
| 41                  | Fabrice Gougot (FRA)     | 137e                |
| 42                  | Thor Hushovd (NOR)       | 48e                 |
| 43                  | Christopher Jenner (NZL) | 78e                 |
| 44                  | Bobby Julich (USA)       | 30e                 |
| 45                  | Stuart O'Grady (AUS)     | 55e                 |
| 46                  | Jens Voigt (GER)         | 75e                 |

| CSC-World Online CST | CSC-World Online CST    | CSC-World Online CST |
| -------------------- | ----------------------- | -------------------- |
| Num                  | Coureur                 | Pos                  |
| 51                   | Koen Beeckman (BEL)     | 143e                 |
| 52                   | Bo Hamburger (DEN)      | 26e                  |
| 53                   | Tristan Hoffman (NED)   | 114e                 |
| 54                   | Nicolaj Bo Larsen (DEN) | 124e                 |
| 55                   | Michael Blaudzun (DEN)  | 61e                  |
| 56                   | Arvis Piziks (LAT)      | 166e                 |
| 57                   | Martin Rittsel (SWE)    | 178e                 |
| 58                   | Rolf Sørensen (DEN)     | 10e                  |

| Domo-Farm Frites-Latexco DFF | Domo-Farm Frites-Latexco DFF | Domo-Farm Frites-Latexco DFF |
| ---------------------------- | ---------------------------- | ---------------------------- |
| Num                          | Coureur                      | Pos                          |
| 61                           | Servais Knaven (NED)         | 170e                         |
| 62                           | Enrico Cassani (ITA)         | 105e                         |
| 63                           | Marco Milesi (ITA)           | 139e                         |
| 64                           | Johan Museeuw (BEL)          | 80e                          |
| 65                           | Wilfried Peeters (BEL)       | 138e                         |
| 66                           | Fred Rodriguez (USA)         | 110e                         |
| 67                           | Romāns Vainšteins (LAT)      | 3e                           |
| 68                           | Piotr Wadecki (POL)          | 142e                         |

| Euskaltel-Euskadi EUS | Euskaltel-Euskadi EUS  | Euskaltel-Euskadi EUS |
| --------------------- | ---------------------- | --------------------- |
| Num                   | Coureur                | Pos                   |
| 71                    | Mikel Artetxe (ESP)    | 60e                   |
| 72                    | Íñigo Chaurreau (ESP)  | 82e                   |
| 73                    | Txema del Olmo (ESP)   | 99e                   |
| 74                    | David Etxebarria (ESP) | 147e                  |
| 75                    | Unai Etxebarria (VEN)  | 101e                  |
| 76                    | Bingen Fernández (ESP) | 116e                  |
| 77                    | Igor Flores (ESP)      | 71e                   |
| 78                    | Iban Mayo (ESP)        | 85e                   |

| Fassa Bortolo FAS | Fassa Bortolo FAS          | Fassa Bortolo FAS |
| ----------------- | -------------------------- | ----------------- |
| Num               | Coureur                    | Pos               |
| 81                | Fabio Baldato (ITA)        | 112e              |
| 82                | Volodymyr Gustov (UKR)     | 111e              |
| 83                | Roberto Petito (ITA)       | 36e               |
| 84                | Francesco Casagrande (ITA) | 23e               |
| 85                | Raimondas Rumšas (LTU)     | 29e               |
| 86                | Dimitri Konyshev (RUS)     | 120e              |
| 87                | Nicola Loda (ITA)          | 135e              |
| 88                | Matteo Tosatto (ITA)       | 109e              |

| Festina FES | Festina FES                | Festina FES |
| ----------- | -------------------------- | ----------- |
| Num         | Coureur                    | Pos         |
| 91          | Rafael Casero (ESP)        | 173e        |
| 92          | David Clinger (USA)        | 175e        |
| 93          | Luis Pérez Rodríguez (ESP) | AB          |
| 94          | Jaime Hernández (ESP)      | 145e        |
| 95          | David Plaza (ESP)          | AB          |
| 96          | José Luis Rebollo (ESP)    | AB          |
| 97          | Sven Teutenberg (GER)      | AB          |
| 98          | Iban Sastre (ESP)          | 163e        |

| iBanesto.com BAN | iBanesto.com BAN            | iBanesto.com BAN |
| ---------------- | --------------------------- | ---------------- |
| Num              | Coureur                     | Pos              |
| 101              | José Luis Arrieta (ESP)     | 68e              |
| 102              | Alberto Benito (ESP)        | 161e             |
| 103              | Marzio Bruseghin (ITA)      | 103e             |
| 104              | Juan Carlos Domínguez (ESP) | 52e              |
| 105              | Jon Odriozola (ESP)         | 172e             |
| 106              | David Latasa (ESP)          | 179e             |
| 107              | Francisco Mancebo (ESP)     | AB               |
| 108              | Aitor Osa (ESP)             | AB               |

| Kelme-Costa Blanca KEL | Kelme-Costa Blanca KEL        | Kelme-Costa Blanca KEL |
| ---------------------- | ----------------------------- | ---------------------- |
| Num                    | Coureur                       | Pos                    |
| 111                    | Francisco Cabello (ESP)       | 77e                    |
| 112                    | Javier Pascual Llorente (ESP) | 157e                   |
| 113                    | José Enrique Gutiérrez (ESP)  | AB                     |
| 114                    | Antonio Tauler (ESP)          | 169e                   |
| 115                    | Aitor González (ESP)          | 76e                    |
| 116                    | Juan Miguel Cuenca (ESP)      | 146e                   |
| 117                    | Carlos García Quesada (ESP)   | AB                     |
| 118                    | Francisco León Mane (ESP)     | 180e                   |

| Lampre-Daikin LAM | Lampre-Daikin LAM         | Lampre-Daikin LAM |
| ----------------- | ------------------------- | ----------------- |
| Num               | Coureur                   | Pos               |
| 121               | Oscar Camenzind (SUI)     | 40e               |
| 122               | Sergio Barbero (ITA)      | 100e              |
| 123               | Ludo Dierckxsens (BEL)    | 168e              |
| 124               | Maximilian Sciandri (GBR) | 25e               |
| 125               | Marco Serpellini (ITA)    | 37e               |
| 126               | Raivis Belohvoščiks (LAT) | 177e              |
| 127               | Mariano Piccoli (ITA)     | 56e               |
| 128               | Ján Svorada (CZE)         | 45e               |

| Liquigas-Pata ___ | Liquigas-Pata ___      | Liquigas-Pata ___ |
| ----------------- | ---------------------- | ----------------- |
| Num               | Coureur                | Pos               |
| 131               | Davide Rebellin (ITA)  | AB                |
| 132               | Marco Zanotti (ITA)    | 46e               |
| 133               | Denis Zanette (ITA)    | 51e               |
| 134               | Fabio Malberti (ITA)   | 22e               |
| 135               | Ellis Rastelli (ITA)   | 122e              |
| 136               | Daniele Contrini (ITA) | 72e               |
| 137               | Cristian Salvato (ITA) | 167e              |
| 138               | Mirko Marini (ITA)     | 165e              |

| Lotto-Adecco ___ | Lotto-Adecco ___         | Lotto-Adecco ___ |
| ---------------- | ------------------------ | ---------------- |
| Num              | Coureur                  | Pos              |
| 141              | Mario Aerts (BEL)        | 18e              |
| 142              | Christophe Brandt (BEL)  | 59e              |
| 143              | Paul Van Hyfte (BEL)     | 141e             |
| 144              | Fabien De Waele (BEL)    | 148e             |
| 145              | Thierry Marichal (BEL)   | 102e             |
| 146              | Guennadi Mikhailov (RUS) | 95e              |
| 147              | Andreï Tchmil (BEL)      | 41e              |
| 148              | Hendrik Van Dijck (BEL)  | 158e             |

| Mapei-Quick Step MAP | Mapei-Quick Step MAP   | Mapei-Quick Step MAP |
| -------------------- | ---------------------- | -------------------- |
| Num                  | Coureur                | Pos                  |
| 151                  | Michele Bartoli (ITA)  | 11e                  |
| 152                  | Paolo Bettini (ITA)    | 5e                   |
| 153                  | Davide Bramati (ITA)   | 140e                 |
| 154                  | Paolo Fornaciari (ITA) | 91e                  |
| 155                  | Paolo Lanfranchi (ITA) | 84e                  |
| 156                  | Luca Scinto (ITA)      | 108e                 |
| 157                  | Andrea Tafi (ITA)      | 88e                  |
| 158                  | Stefano Zanini (ITA)   | 121e                 |

| Mercatone Uno-Stream TV ___ | Mercatone Uno-Stream TV ___ | Mercatone Uno-Stream TV ___ |
| --------------------------- | --------------------------- | --------------------------- |
| Num                         | Coureur                     | Pos                         |
| 161                         | Marco Pantani (ITA)         | 89e                         |
| 162                         | Marco Velo (ITA)            | 24e                         |
| 163                         | Gianpaolo Mondini (ITA)     | 159e                        |
| 164                         | Ermanno Brignoli (ITA)      | 149e                        |
| 165                         | Igor Astarloa (ESP)         | 128e                        |
| 166                         | Gianmario Ortenzi (ITA)     | 129e                        |
| 167                         | Cristian Moreni (ITA)       | 125e                        |
| 168                         | Fabiano Fontanelli (ITA)    | 33e                         |

| Mercury-Viatel ___ | Mercury-Viatel ___      | Mercury-Viatel ___ |
| ------------------ | ----------------------- | ------------------ |
| Num                | Coureur                 | Pos                |
| 171                | Peter Van Petegem (BEL) | 13e                |
| 172                | Léon van Bon (NED)      | AB                 |
| 173                | Henk Vogels (AUS)       | 174e               |
| 174                | Geert Van Bondt (BEL)   | 154e               |
| 175                | Pavel Tonkov (RUS)      | 152e               |
| 176                | Andrei Teteriouk (KAZ)  | AB                 |
| 177                | Fabrizio Guidi (ITA)    | 43e                |
| 178                | Floyd Landis (USA)      | 160e               |

| Mobilvetta-Formaggi Trentini ___ | Mobilvetta-Formaggi Trentini ___ | Mobilvetta-Formaggi Trentini ___ |
| -------------------------------- | -------------------------------- | -------------------------------- |
| Num                              | Coureur                          | Pos                              |
| 181                              | Moreno Di Biase (ITA)            | AB                               |
| 182                              | Alberto Ongarato (ITA)           | 126e                             |
| 183                              | Domenico Gualdi (ITA)            | 153e                             |
| 184                              | Timothy David Jones (ZIM)        | 115e                             |
| 185                              | Milan Kadlec (CZE)               | 181e                             |
| 186                              | Rodolfo Massi (ITA)              | 164e                             |
| 187                              | Devis Miorin (ITA)               | 127e                             |
| 188                              | Uroš Murn (SLO)                  | 53e                              |

| ONCE-Eroski ONC | ONCE-Eroski ONC           | ONCE-Eroski ONC |
| --------------- | ------------------------- | --------------- |
| Num             | Coureur                   | Pos             |
| 191             | Rafael Díaz Justo (ESP)   | AB              |
| 192             | José Azevedo (POR)        | 94e             |
| 193             | José Iván Gutiérrez (ESP) | 83e             |
| 194             | Abraham Olano (ESP)       | 87e             |
| 195             | Mikel Pradera (ESP)       | 38e             |
| 196             | Carlos Sastre (ESP)       | AB              |
| 197             | Mikel Zarrabeitia (ESP)   | 123e            |
| 198             | Jörg Jaksche (GER)        | 150e            |

| Rabobank RAB | Rabobank RAB             | Rabobank RAB |
| ------------ | ------------------------ | ------------ |
| Num          | Coureur                  | Pos          |
| 201          | Erik Dekker (NED)        | 21e          |
| 202          | Jan Boven (NED)          | 134e         |
| 203          | Steven de Jongh (NED)    | 136e         |
| 204          | Maarten den Bakker (NED) | 133e         |
| 205          | Marc Wauters (BEL)       | AB           |
| 206          | Marc Lotz (NED)          | 93e          |
| 207          | Beat Zberg (SUI)         | 54e          |
| 208          | Markus Zberg (SUI)       | 8e           |

| Saeco SAE | Saeco SAE              | Saeco SAE |
| --------- | ---------------------- | --------- |
| Num       | Coureur                | Pos       |
| 211       | Mirko Celestino (ITA)  | 16e       |
| 212       | Mario Cipollini (ITA)  | 2e        |
| 213       | Biagio Conte (ITA)     | 4e        |
| 214       | Pavel Padrnos (CZE)    | 107e      |
| 215       | Fabio Sacchi (ITA)     | 44e       |
| 216       | Paolo Savoldelli (ITA) | 104e      |
| 217       | Mario Scirea (ITA)     | 106e      |
| 218       | Dario Pieri (ITA)      | 17e       |

| Tacconi Sport-Vini Caldirola ___ | Tacconi Sport-Vini Caldirola ___ | Tacconi Sport-Vini Caldirola ___ |
| -------------------------------- | -------------------------------- | -------------------------------- |
| Num                              | Coureur                          | Pos                              |
| 221                              | Gianluca Bortolami (ITA)         | 58e                              |
| 222                              | Gabriele Balducci (ITA)          | 7e                               |
| 223                              | Mauro Radaelli (ITA)             | 50e                              |
| 224                              | Andrej Hauptman (SLO)            | 15e                              |
| 225                              | Mauro Gerosa (ITA)               | 155e                             |
| 226                              | Paolo Bossoni (ITA)              | 49e                              |
| 227                              | Zoran Klemenčič (SLO)            | 156e                             |
| 228                              | Nicola Minali (ITA)              | AB                               |

| Team Coast-Buffalo COA | Team Coast-Buffalo COA | Team Coast-Buffalo COA |
| ---------------------- | ---------------------- | ---------------------- |
| Num                    | Coureur                | Pos                    |
| 231                    | Niki Aebersold (SUI)   | 97e                    |
| 232                    | Mauro Gianetti (SUI)   | 64e                    |
| 233                    | Frank Høj (DEN)        | 69e                    |
| 234                    | Rolf Huser (SUI)       | 73e                    |
| 235                    | Roland Meier (SUI)     | 144e                   |
| 236                    | Raphael Schweda (GER)  | 176e                   |
| 237                    | Lars Michaelsen (DEN)  | 171e                   |
| 238                    | Alex Zülle (SUI)       | 96e                    |

| US Postal Service USP | US Postal Service USP       | US Postal Service USP |
| --------------------- | --------------------------- | --------------------- |
| Num                   | Coureur                     | Pos                   |
| 241                   | Stéphane Barthe (FRA)       | AB                    |
| 242                   | Viatcheslav Ekimov (RUS)    | 98e                   |
| 243                   | George Hincapie (USA)       | 9e                    |
| 244                   | Benoît Joachim (LUX)        | 62e                   |
| 245                   | Steffen Kjærgaard (NOR)     | 151e                  |
| 246                   | Christian Vande Velde (USA) | 20e                   |
| 247                   | Cédric Vasseur (FRA)        | 57e                   |
| 248                   | Matthew White (AUS)         | 47e                   |

| Deutsche Telekom TEL | Deutsche Telekom TEL       | Deutsche Telekom TEL |
| -------------------- | -------------------------- | -------------------- |
| Num                  | Coureur                    | Pos                  |
| 1                    | Erik Zabel (GER)           | 1er                  |
| 2                    | Jan Schaffrath (GER)       | 81e                  |
| 3                    | Gian Matteo Fagnini (ITA)  | 14e                  |
| 4                    | Alberto Elli (ITA)         | 86e                  |
| 5                    | Kai Hundertmarck (GER)     | 132e                 |
| 6                    | Andreas Klier (GER)        | 42e                  |
| 7                    | Alexandre Vinokourov (KAZ) | 31e                  |
| 8                    | Steffen Wesemann (GER)     | 70e                  |

| Cantina Tollo-Acqua & Sapone CTA | Cantina Tollo-Acqua & Sapone CTA | Cantina Tollo-Acqua & Sapone CTA |
| -------------------------------- | -------------------------------- | -------------------------------- |
| Num                              | Coureur                          | Pos                              |
| 11                               | Gabriele Colombo (ITA)           | 6e                               |
| 12                               | Danilo Di Luca (ITA)             | 119e                             |
| 13                               | Cristian Gasperoni (ITA)         | 32e                              |
| 14                               | Massimo Giunti (ITA)             | 79e                              |
| 15                               | Federico Giabbecucci (ITA)       | 162e                             |
| 16                               | Filippo Simeoni (ITA)            | 67e                              |
| 17                               | Guido Trenti (ITA)               | 12e                              |
| 18                               | Sergueï Yakovlev (KAZ)           | 113e                             |

| Ceramica Panaria-Fiordo PAN | Ceramica Panaria-Fiordo PAN | Ceramica Panaria-Fiordo PAN |
| --------------------------- | --------------------------- | --------------------------- |
| Num                         | Coureur                     | Pos                         |
| 21                          | Giuliano Figueras (ITA)     | 28e                         |
| 22                          | Michele Coppolillo (ITA)    | 117e                        |
| 23                          | Yauheni Seniushkin (BLR)    | 65e                         |
| 24                          | Vladimir Duma (UKR)         | 118e                        |
| 25                          | Tom Leaper (AUS)            | 131e                        |
| 26                          | Nathan O'Neill (AUS)        | 63e                         |
| 27                          | Sergiy Matveyev (UKR)       | 130e                        |
| 28                          | Antonio Varriale (ITA)      | 90e                         |

| Cofidis-Le Crédit par Téléphone COF | Cofidis-Le Crédit par Téléphone COF | Cofidis-Le Crédit par Téléphone COF |
| ----------------------------------- | ----------------------------------- | ----------------------------------- |
| Num                                 | Coureur                             | Pos                                 |
| 31                                  | Peter Farazijn (BEL)                | 39e                                 |
| 32                                  | Dmitriy Fofonov (KAZ)               | 66e                                 |
| 33                                  | Andrei Kivilev (KAZ)                | 27e                                 |
| 34                                  | Massimiliano Lelli (ITA)            | 74e                                 |
| 35                                  | Nico Mattan (BEL)                   | 35e                                 |
| 36                                  | Chris Peers (BEL)                   | 92e                                 |
| 37                                  | Jo Planckaert (BEL)                 | 19e                                 |
| 38                                  | Philippe Gaumont (FRA)              | 34e                                 |

| Crédit Agricole C.A | Crédit Agricole C.A      | Crédit Agricole C.A |
| ------------------- | ------------------------ | ------------------- |
| Num                 | Coureur                  | Pos                 |
| 41                  | Fabrice Gougot (FRA)     | 137e                |
| 42                  | Thor Hushovd (NOR)       | 48e                 |
| 43                  | Christopher Jenner (NZL) | 78e                 |
| 44                  | Bobby Julich (USA)       | 30e                 |
| 45                  | Stuart O'Grady (AUS)     | 55e                 |
| 46                  | Jens Voigt (GER)         | 75e                 |

| CSC-World Online CST | CSC-World Online CST    | CSC-World Online CST |
| -------------------- | ----------------------- | -------------------- |
| Num                  | Coureur                 | Pos                  |
| 51                   | Koen Beeckman (BEL)     | 143e                 |
| 52                   | Bo Hamburger (DEN)      | 26e                  |
| 53                   | Tristan Hoffman (NED)   | 114e                 |
| 54                   | Nicolaj Bo Larsen (DEN) | 124e                 |
| 55                   | Michael Blaudzun (DEN)  | 61e                  |
| 56                   | Arvis Piziks (LAT)      | 166e                 |
| 57                   | Martin Rittsel (SWE)    | 178e                 |
| 58                   | Rolf Sørensen (DEN)     | 10e                  |

| Domo-Farm Frites-Latexco DFF | Domo-Farm Frites-Latexco DFF | Domo-Farm Frites-Latexco DFF |
| ---------------------------- | ---------------------------- | ---------------------------- |
| Num                          | Coureur                      | Pos                          |
| 61                           | Servais Knaven (NED)         | 170e                         |
| 62                           | Enrico Cassani (ITA)         | 105e                         |
| 63                           | Marco Milesi (ITA)           | 139e                         |
| 64                           | Johan Museeuw (BEL)          | 80e                          |
| 65                           | Wilfried Peeters (BEL)       | 138e                         |
| 66                           | Fred Rodriguez (USA)         | 110e                         |
| 67                           | Romāns Vainšteins (LAT)      | 3e                           |
| 68                           | Piotr Wadecki (POL)          | 142e                         |

| Euskaltel-Euskadi EUS | Euskaltel-Euskadi EUS  | Euskaltel-Euskadi EUS |
| --------------------- | ---------------------- | --------------------- |
| Num                   | Coureur                | Pos                   |
| 71                    | Mikel Artetxe (ESP)    | 60e                   |
| 72                    | Íñigo Chaurreau (ESP)  | 82e                   |
| 73                    | Txema del Olmo (ESP)   | 99e                   |
| 74                    | David Etxebarria (ESP) | 147e                  |
| 75                    | Unai Etxebarria (VEN)  | 101e                  |
| 76                    | Bingen Fernández (ESP) | 116e                  |
| 77                    | Igor Flores (ESP)      | 71e                   |
| 78                    | Iban Mayo (ESP)        | 85e                   |

| Fassa Bortolo FAS | Fassa Bortolo FAS          | Fassa Bortolo FAS |
| ----------------- | -------------------------- | ----------------- |
| Num               | Coureur                    | Pos               |
| 81                | Fabio Baldato (ITA)        | 112e              |
| 82                | Volodymyr Gustov (UKR)     | 111e              |
| 83                | Roberto Petito (ITA)       | 36e               |
| 84                | Francesco Casagrande (ITA) | 23e               |
| 85                | Raimondas Rumšas (LTU)     | 29e               |
| 86                | Dimitri Konyshev (RUS)     | 120e              |
| 87                | Nicola Loda (ITA)          | 135e              |
| 88                | Matteo Tosatto (ITA)       | 109e              |

| Festina FES | Festina FES                | Festina FES |
| ----------- | -------------------------- | ----------- |
| Num         | Coureur                    | Pos         |
| 91          | Rafael Casero (ESP)        | 173e        |
| 92          | David Clinger (USA)        | 175e        |
| 93          | Luis Pérez Rodríguez (ESP) | AB          |
| 94          | Jaime Hernández (ESP)      | 145e        |
| 95          | David Plaza (ESP)          | AB          |
| 96          | José Luis Rebollo (ESP)    | AB          |
| 97          | Sven Teutenberg (GER)      | AB          |
| 98          | Iban Sastre (ESP)          | 163e        |

| iBanesto.com BAN | iBanesto.com BAN            | iBanesto.com BAN |
| ---------------- | --------------------------- | ---------------- |
| Num              | Coureur                     | Pos              |
| 101              | José Luis Arrieta (ESP)     | 68e              |
| 102              | Alberto Benito (ESP)        | 161e             |
| 103              | Marzio Bruseghin (ITA)      | 103e             |
| 104              | Juan Carlos Domínguez (ESP) | 52e              |
| 105              | Jon Odriozola (ESP)         | 172e             |
| 106              | David Latasa (ESP)          | 179e             |
| 107              | Francisco Mancebo (ESP)     | AB               |
| 108              | Aitor Osa (ESP)             | AB               |

| Kelme-Costa Blanca KEL | Kelme-Costa Blanca KEL        | Kelme-Costa Blanca KEL |
| ---------------------- | ----------------------------- | ---------------------- |
| Num                    | Coureur                       | Pos                    |
| 111                    | Francisco Cabello (ESP)       | 77e                    |
| 112                    | Javier Pascual Llorente (ESP) | 157e                   |
| 113                    | José Enrique Gutiérrez (ESP)  | AB                     |
| 114                    | Antonio Tauler (ESP)          | 169e                   |
| 115                    | Aitor González (ESP)          | 76e                    |
| 116                    | Juan Miguel Cuenca (ESP)      | 146e                   |
| 117                    | Carlos García Quesada (ESP)   | AB                     |
| 118                    | Francisco León Mane (ESP)     | 180e                   |

| Lampre-Daikin LAM | Lampre-Daikin LAM         | Lampre-Daikin LAM |
| ----------------- | ------------------------- | ----------------- |
| Num               | Coureur                   | Pos               |
| 121               | Oscar Camenzind (SUI)     | 40e               |
| 122               | Sergio Barbero (ITA)      | 100e              |
| 123               | Ludo Dierckxsens (BEL)    | 168e              |
| 124               | Maximilian Sciandri (GBR) | 25e               |
| 125               | Marco Serpellini (ITA)    | 37e               |
| 126               | Raivis Belohvoščiks (LAT) | 177e              |
| 127               | Mariano Piccoli (ITA)     | 56e               |
| 128               | Ján Svorada (CZE)         | 45e               |

| Liquigas-Pata ___ | Liquigas-Pata ___      | Liquigas-Pata ___ |
| ----------------- | ---------------------- | ----------------- |
| Num               | Coureur                | Pos               |
| 131               | Davide Rebellin (ITA)  | AB                |
| 132               | Marco Zanotti (ITA)    | 46e               |
| 133               | Denis Zanette (ITA)    | 51e               |
| 134               | Fabio Malberti (ITA)   | 22e               |
| 135               | Ellis Rastelli (ITA)   | 122e              |
| 136               | Daniele Contrini (ITA) | 72e               |
| 137               | Cristian Salvato (ITA) | 167e              |
| 138               | Mirko Marini (ITA)     | 165e              |

| Lotto-Adecco ___ | Lotto-Adecco ___         | Lotto-Adecco ___ |
| ---------------- | ------------------------ | ---------------- |
| Num              | Coureur                  | Pos              |
| 141              | Mario Aerts (BEL)        | 18e              |
| 142              | Christophe Brandt (BEL)  | 59e              |
| 143              | Paul Van Hyfte (BEL)     | 141e             |
| 144              | Fabien De Waele (BEL)    | 148e             |
| 145              | Thierry Marichal (BEL)   | 102e             |
| 146              | Guennadi Mikhailov (RUS) | 95e              |
| 147              | Andreï Tchmil (BEL)      | 41e              |
| 148              | Hendrik Van Dijck (BEL)  | 158e             |

| Mapei-Quick Step MAP | Mapei-Quick Step MAP   | Mapei-Quick Step MAP |
| -------------------- | ---------------------- | -------------------- |
| Num                  | Coureur                | Pos                  |
| 151                  | Michele Bartoli (ITA)  | 11e                  |
| 152                  | Paolo Bettini (ITA)    | 5e                   |
| 153                  | Davide Bramati (ITA)   | 140e                 |
| 154                  | Paolo Fornaciari (ITA) | 91e                  |
| 155                  | Paolo Lanfranchi (ITA) | 84e                  |
| 156                  | Luca Scinto (ITA)      | 108e                 |
| 157                  | Andrea Tafi (ITA)      | 88e                  |
| 158                  | Stefano Zanini (ITA)   | 121e                 |

| Mercatone Uno-Stream TV ___ | Mercatone Uno-Stream TV ___ | Mercatone Uno-Stream TV ___ |
| --------------------------- | --------------------------- | --------------------------- |
| Num                         | Coureur                     | Pos                         |
| 161                         | Marco Pantani (ITA)         | 89e                         |
| 162                         | Marco Velo (ITA)            | 24e                         |
| 163                         | Gianpaolo Mondini (ITA)     | 159e                        |
| 164                         | Ermanno Brignoli (ITA)      | 149e                        |
| 165                         | Igor Astarloa (ESP)         | 128e                        |
| 166                         | Gianmario Ortenzi (ITA)     | 129e                        |
| 167                         | Cristian Moreni (ITA)       | 125e                        |
| 168                         | Fabiano Fontanelli (ITA)    | 33e                         |

| Mercury-Viatel ___ | Mercury-Viatel ___      | Mercury-Viatel ___ |
| ------------------ | ----------------------- | ------------------ |
| Num                | Coureur                 | Pos                |
| 171                | Peter Van Petegem (BEL) | 13e                |
| 172                | Léon van Bon (NED)      | AB                 |
| 173                | Henk Vogels (AUS)       | 174e               |
| 174                | Geert Van Bondt (BEL)   | 154e               |
| 175                | Pavel Tonkov (RUS)      | 152e               |
| 176                | Andrei Teteriouk (KAZ)  | AB                 |
| 177                | Fabrizio Guidi (ITA)    | 43e                |
| 178                | Floyd Landis (USA)      | 160e               |

| Mobilvetta-Formaggi Trentini ___ | Mobilvetta-Formaggi Trentini ___ | Mobilvetta-Formaggi Trentini ___ |
| -------------------------------- | -------------------------------- | -------------------------------- |
| Num                              | Coureur                          | Pos                              |
| 181                              | Moreno Di Biase (ITA)            | AB                               |
| 182                              | Alberto Ongarato (ITA)           | 126e                             |
| 183                              | Domenico Gualdi (ITA)            | 153e                             |
| 184                              | Timothy David Jones (ZIM)        | 115e                             |
| 185                              | Milan Kadlec (CZE)               | 181e                             |
| 186                              | Rodolfo Massi (ITA)              | 164e                             |
| 187                              | Devis Miorin (ITA)               | 127e                             |
| 188                              | Uroš Murn (SLO)                  | 53e                              |

| ONCE-Eroski ONC | ONCE-Eroski ONC           | ONCE-Eroski ONC |
| --------------- | ------------------------- | --------------- |
| Num             | Coureur                   | Pos             |
| 191             | Rafael Díaz Justo (ESP)   | AB              |
| 192             | José Azevedo (POR)        | 94e             |
| 193             | José Iván Gutiérrez (ESP) | 83e             |
| 194             | Abraham Olano (ESP)       | 87e             |
| 195             | Mikel Pradera (ESP)       | 38e             |
| 196             | Carlos Sastre (ESP)       | AB              |
| 197             | Mikel Zarrabeitia (ESP)   | 123e            |
| 198             | Jörg Jaksche (GER)        | 150e            |

| Rabobank RAB | Rabobank RAB             | Rabobank RAB |
| ------------ | ------------------------ | ------------ |
| Num          | Coureur                  | Pos          |
| 201          | Erik Dekker (NED)        | 21e          |
| 202          | Jan Boven (NED)          | 134e         |
| 203          | Steven de Jongh (NED)    | 136e         |
| 204          | Maarten den Bakker (NED) | 133e         |
| 205          | Marc Wauters (BEL)       | AB           |
| 206          | Marc Lotz (NED)          | 93e          |
| 207          | Beat Zberg (SUI)         | 54e          |
| 208          | Markus Zberg (SUI)       | 8e           |

| Saeco SAE | Saeco SAE              | Saeco SAE |
| --------- | ---------------------- | --------- |
| Num       | Coureur                | Pos       |
| 211       | Mirko Celestino (ITA)  | 16e       |
| 212       | Mario Cipollini (ITA)  | 2e        |
| 213       | Biagio Conte (ITA)     | 4e        |
| 214       | Pavel Padrnos (CZE)    | 107e      |
| 215       | Fabio Sacchi (ITA)     | 44e       |
| 216       | Paolo Savoldelli (ITA) | 104e      |
| 217       | Mario Scirea (ITA)     | 106e      |
| 218       | Dario Pieri (ITA)      | 17e       |

| Tacconi Sport-Vini Caldirola ___ | Tacconi Sport-Vini Caldirola ___ | Tacconi Sport-Vini Caldirola ___ |
| -------------------------------- | -------------------------------- | -------------------------------- |
| Num                              | Coureur                          | Pos                              |
| 221                              | Gianluca Bortolami (ITA)         | 58e                              |
| 222                              | Gabriele Balducci (ITA)          | 7e                               |
| 223                              | Mauro Radaelli (ITA)             | 50e                              |
| 224                              | Andrej Hauptman (SLO)            | 15e                              |
| 225                              | Mauro Gerosa (ITA)               | 155e                             |
| 226                              | Paolo Bossoni (ITA)              | 49e                              |
| 227                              | Zoran Klemenčič (SLO)            | 156e                             |
| 228                              | Nicola Minali (ITA)              | AB                               |

| Team Coast-Buffalo COA | Team Coast-Buffalo COA | Team Coast-Buffalo COA |
| ---------------------- | ---------------------- | ---------------------- |
| Num                    | Coureur                | Pos                    |
| 231                    | Niki Aebersold (SUI)   | 97e                    |
| 232                    | Mauro Gianetti (SUI)   | 64e                    |
| 233                    | Frank Høj (DEN)        | 69e                    |
| 234                    | Rolf Huser (SUI)       | 73e                    |
| 235                    | Roland Meier (SUI)     | 144e                   |
| 236                    | Raphael Schweda (GER)  | 176e                   |
| 237                    | Lars Michaelsen (DEN)  | 171e                   |
| 238                    | Alex Zülle (SUI)       | 96e                    |

| US Postal Service USP | US Postal Service USP       | US Postal Service USP |
| --------------------- | --------------------------- | --------------------- |
| Num                   | Coureur                     | Pos                   |
| 241                   | Stéphane Barthe (FRA)       | AB                    |
| 242                   | Viatcheslav Ekimov (RUS)    | 98e                   |
| 243                   | George Hincapie (USA)       | 9e                    |
| 244                   | Benoît Joachim (LUX)        | 62e                   |
| 245                   | Steffen Kjærgaard (NOR)     | 151e                  |
| 246                   | Christian Vande Velde (USA) | 20e                   |
| 247                   | Cédric Vasseur (FRA)        | 57e                   |
| 248                   | Matthew White (AUS)         | 47e                   |